# Ecteinascidia nexa
Ecteinascidia nexa är en sjöpungsart som beskrevs av Sluiter 1904. Ecteinascidia nexa ingår i släktet Ecteinascidia och familjen Perophoridae. Inga underarter finns listade i Catalogue of Life.